# Langnau im Emmental
Langnau im Emmenthal är en ort och kommun i kantonen Bern, Schweiz. Kommunen har 9 488 invånare (2023). Langnau im Emmenthal är huvudort i i distriktet Emmental. I kommunen finns också orten Bärau.
Orten ligger vid floden Ilfis och är en centralort i övre Emmental. Den har järnvägsförbindelser till Bern, Luzern och Burgdorf.
Dess ishockeylag, SCL Tigers spelar i den högsta schweiziska divisionen Nationalliga A. 